# Cephodapedon nigriventer
Cephodapedon nigriventer är en tvåvingeart som beskrevs av Willi Hennig 1969. Cephodapedon nigriventer ingår i släktet Cephodapedon och familjen myllflugor. Inga underarter finns listade i Catalogue of Life.